# ワトルの日

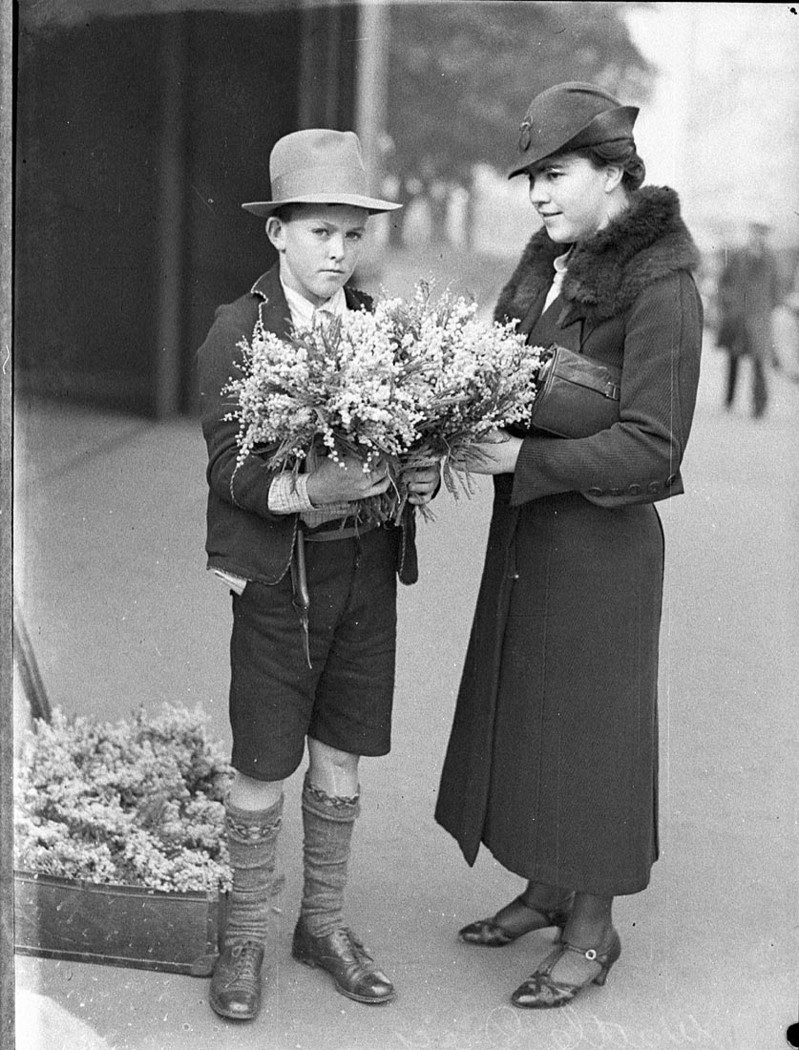
女性がワトルデーのためにワトルを買う様子。1935年、シドニーにて。

ワトルの日、ワトルデー(英語: Wattle Day)はオーストラリアで毎年9月1日に行われるお祝いで、オーストラリアの正式な春の始まりである。その時期はオーストラリアでは一般にワトルと呼ばれているアカシアの仲間が多数花をつける。そのため人々はこの日を祝うため、この花の枝や葉を身に着ける。 
オーストラリアの国花はピクナンサアカシア(golden wattle、Acacia pycnantha)と名付けられた固有種であるが、お祝いの日に身に着けるアカシアはどんな種類でもよい。
この日はもともとオーストラリア国家への愛国心を持つことを促す目的があった。

## タスマニアでの創設

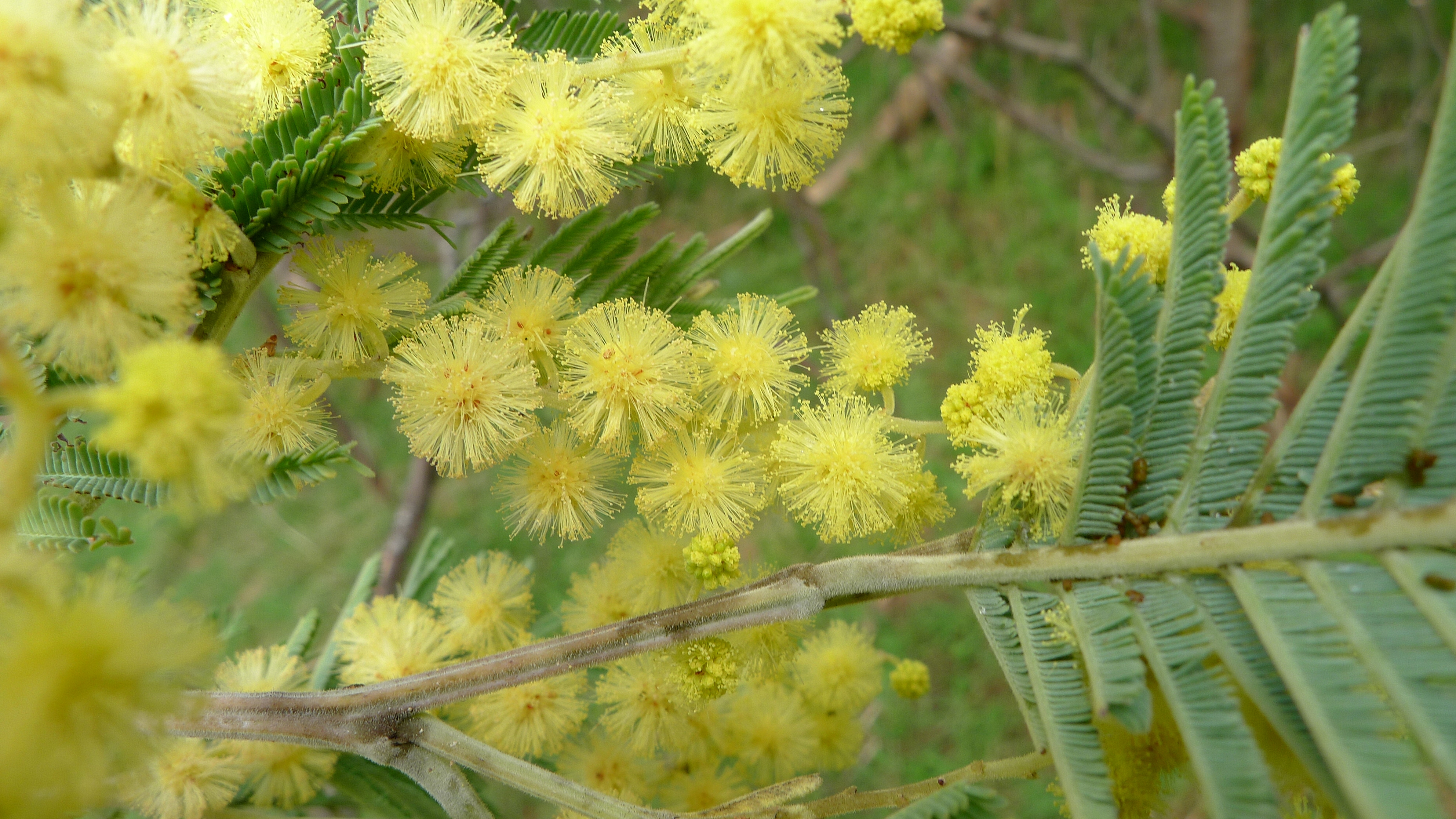
モリシマアカシア（Black wattle, Acacia mearnsii）

1838年12月1日、第1回ホバートタウン記念レガッタがタスマニアのホバートで催された。それは17世紀にオランダの探検家アベル・タスマンがタスマニアを見つけたことを祝うためのものであり、タスマンは1642年11月24日にヨーロッパ人としてははじめてこの島を目撃したと報告している。 
今後開催されるレガッタにおいて、フサアカシア(silver wattle、Acacia dealbata)の花や枝をイギリス海軍のネイビーブルーのリボンと一緒に身に着けてイベントを祝おうということが提案された。この提案は、フサアカシアは8月から9月に花が咲く種類で、11月には手に入れられないため、冷やかされることとなった。その結果、11月に開花するモリシマアカシア(black wattle、Acacia mearnsii)がレガッタでかわりに使用されることとなった。このボートレースでアカシアの枝を身に着ける習慣は1883年まで続いた。

## ワトルクラブ
1899年、ビクトリア州においてワトルクラブが結成されたことが、国全体で春の最初の日にアカシアをシンボルとして使うことが認められる契機となった。著名な鳥類学者で自然誌研究家としてフィールドワークを行っていたアーチボルド・ジョン・キャンベルがはじめたものであり、キャンベルは特に1000種類を超えるオーストラリアのアカシアに情熱を傾けていた。数年の間、このクラブはとくに自然に生えているアカシアを鑑賞するため、11月1日に森林を散策するイベントを行っていた。 
1908年9月、キャンベルはスピーチの中で初めてワトルの日を提案した。この提案は採用され、1910年にシドニー、メルボルン、アデレードの3都市で祭典が行われた。1913年、ワトルの日のお祝いのための祝典を正式化するため、全国ワトルの日連盟(連合)が設立された 。

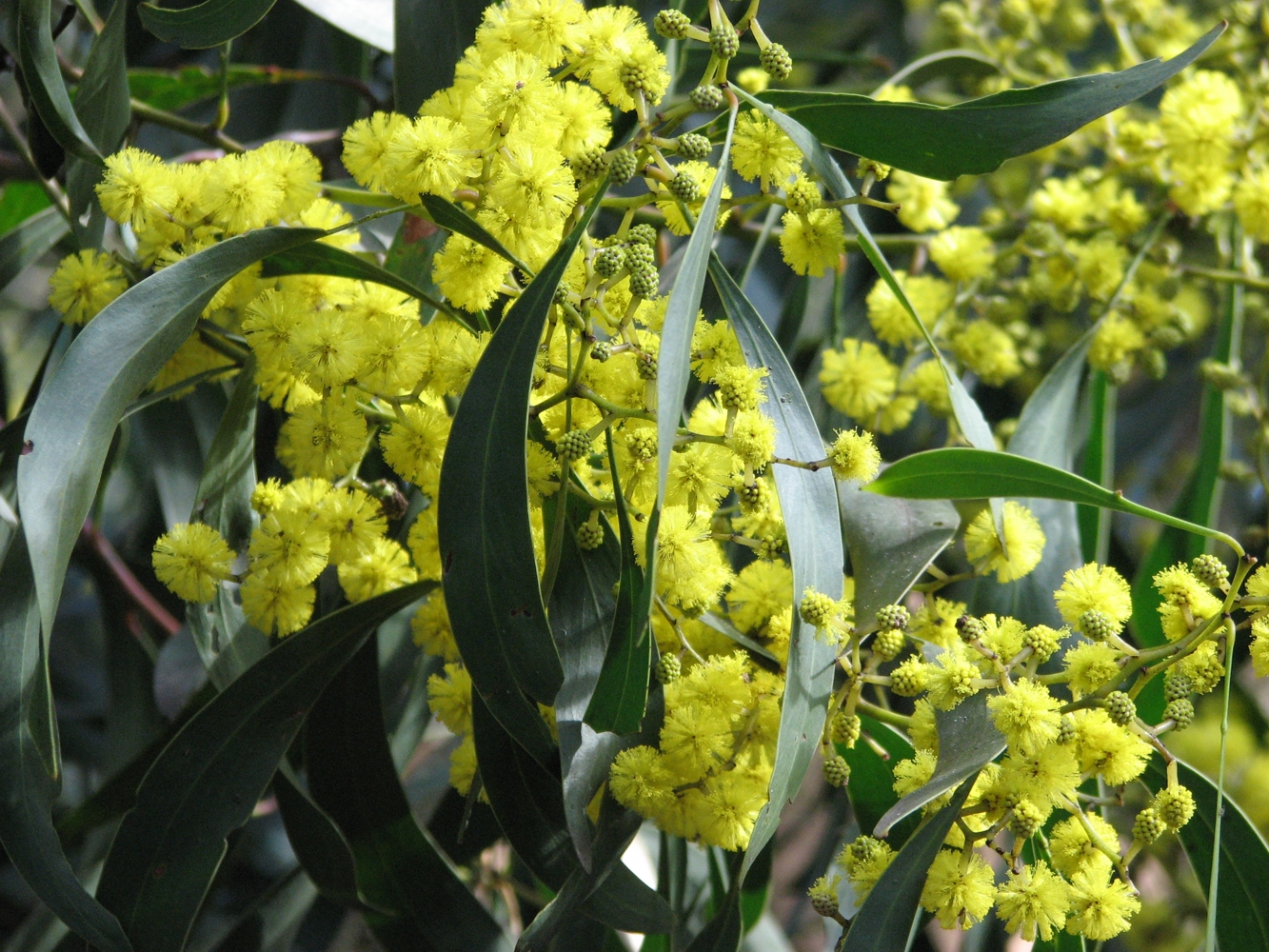
ピクナンサアカシア(Golden wattle, Acacia pycnantha)

1916年には、ニューサウスウェールズ州がワトルの日を8月1日に変えた。これにより、固有種である早咲きのギンヨウアカシア(Cootamundra wattle、Acacia baileyana)が使われるようになった。

## オーストラリア200周年記念
1988年8月19日、1788年にシドニーに最初の罪人戦艦の船が上陸した200周年の記念日(これには議論があったが)を祝う延長として、ピクナンサアカシア(golden wattle, Acacia pycnantha)を正式にオーストラリアの国花にするとオーストラリア総督ニニアン・スティーヴンが宣言した。  

オーストラリアの紋章とピクナンサアカシアのデザイン、1921年。

ピクナンサアカシアは1912年からオーストラリアの紋章のデザインに組み込まれた。

## 全国制定
それから4年後の1992年7月23日、オーストラリア連邦総督ビル・ハイドンが「毎年9月1日を全国ワトルの日としてオーストラリアとオーストラリア本土外の領土で祝うものとする宣言した。
2010年は、ニューサウスウェールズ州 、ビクトリア州、南オーストラリア州で1910年9月1日にワトルの日の祝典が行われてから100周年で、『オーストラリアン・ジオグラフィック』誌などが記念の年のお祝いを逃さないよう人々に呼びかけた。

## よく知られているワトル

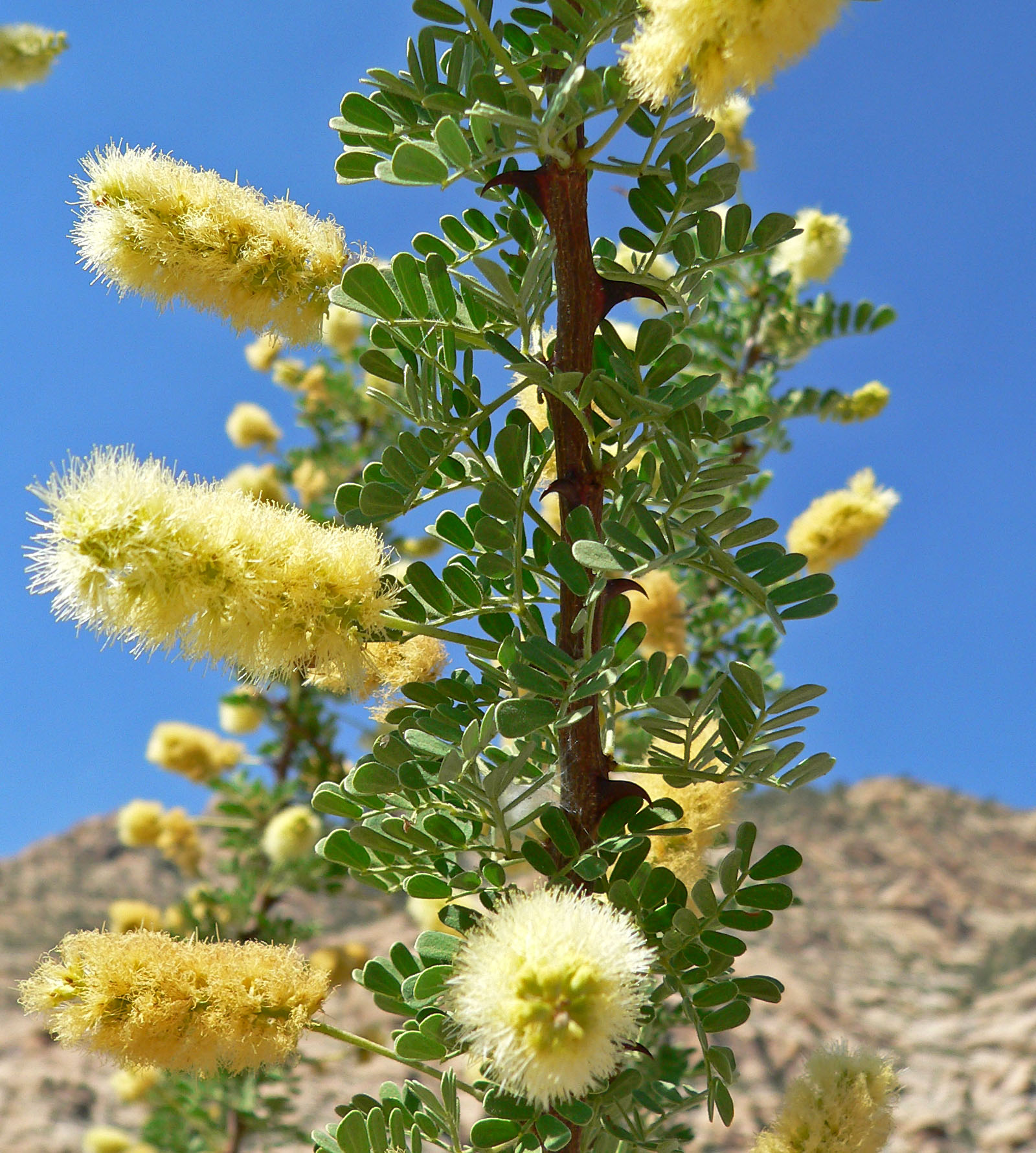
キャットクロウ・アカシア (Acacia greggii)
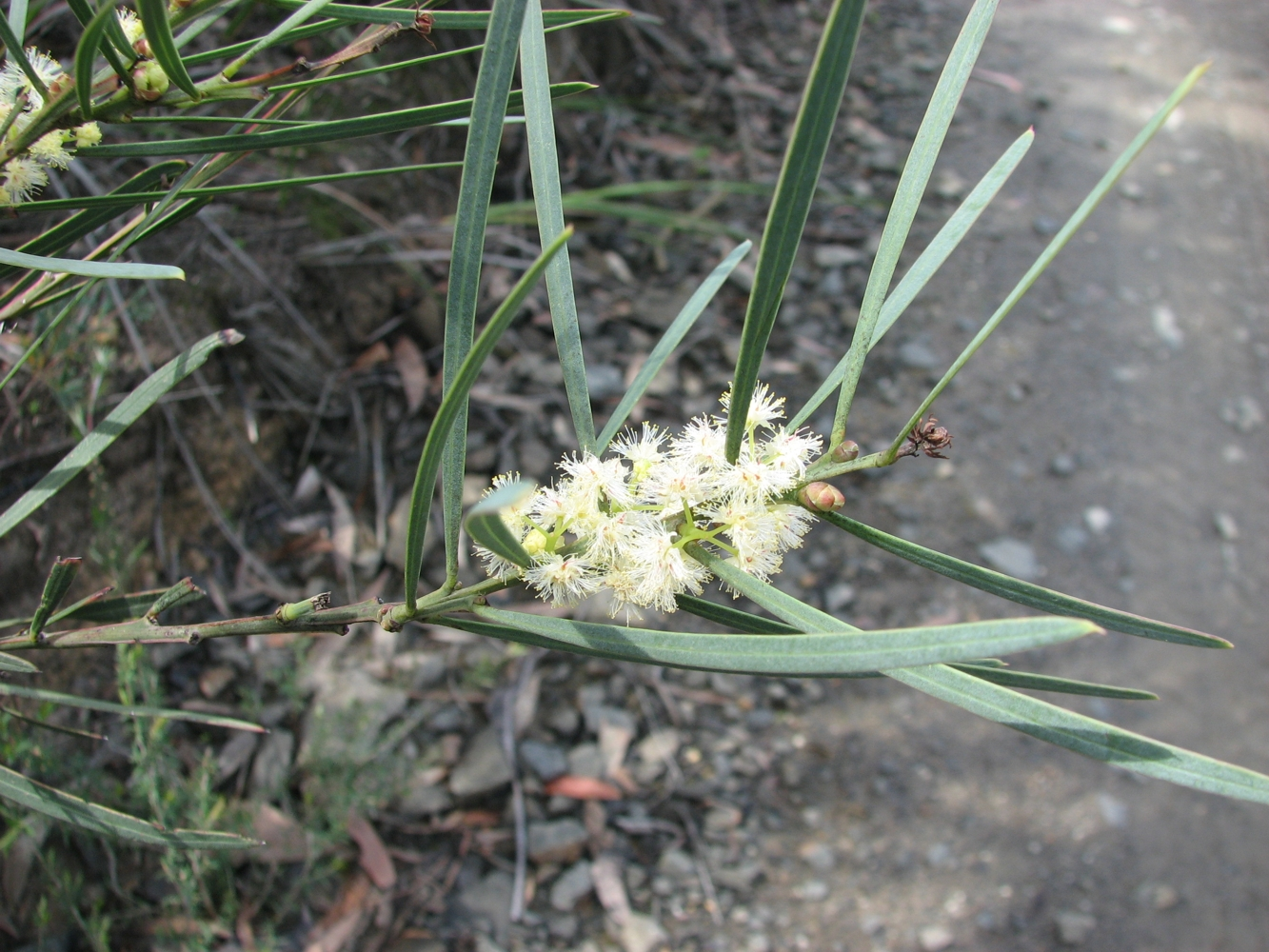
スウィート・ワトル、別名スウィートセンテッド・ワトル (Acacia suaveolens')
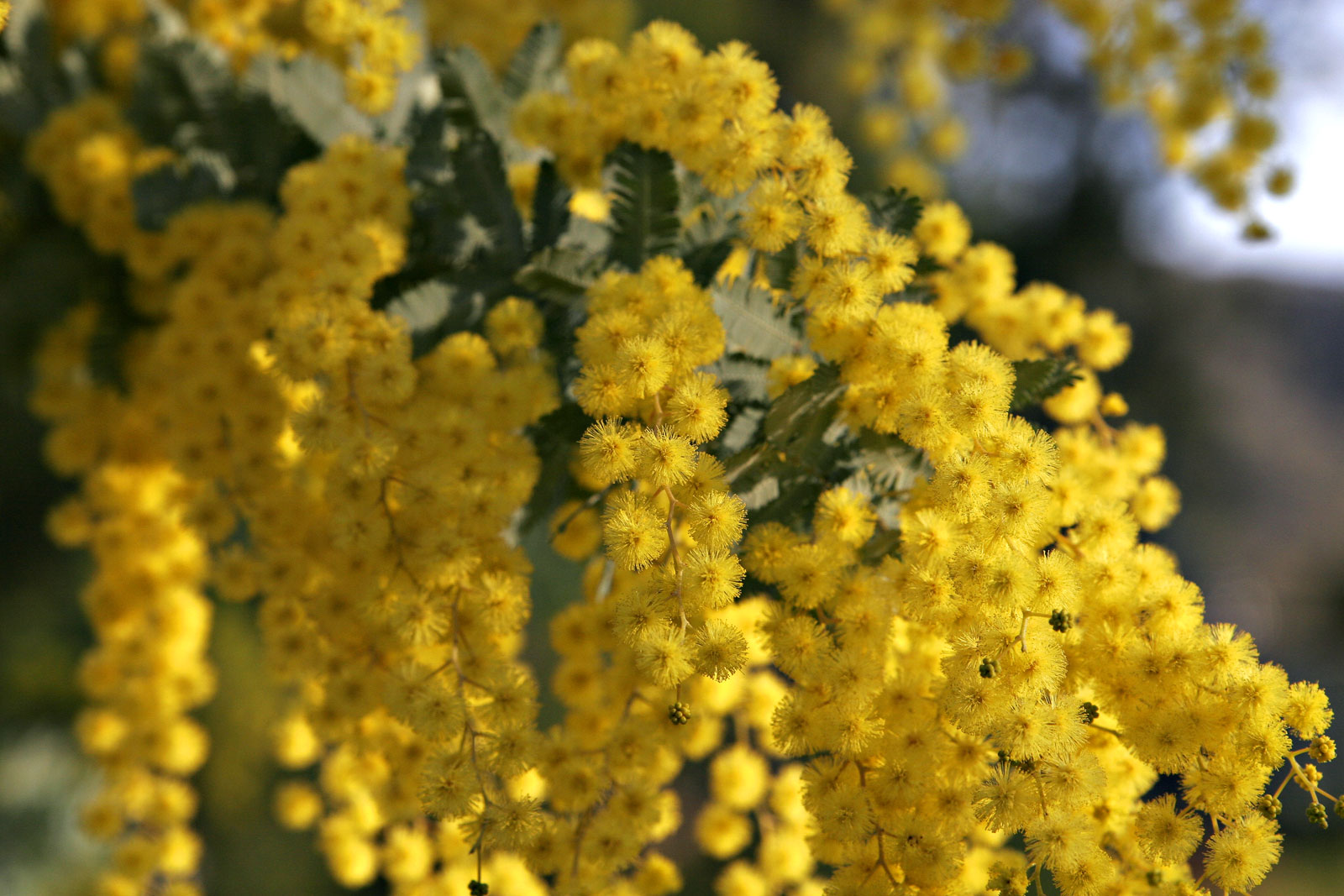
ギンヨウアカシア (Acacia baileyana)
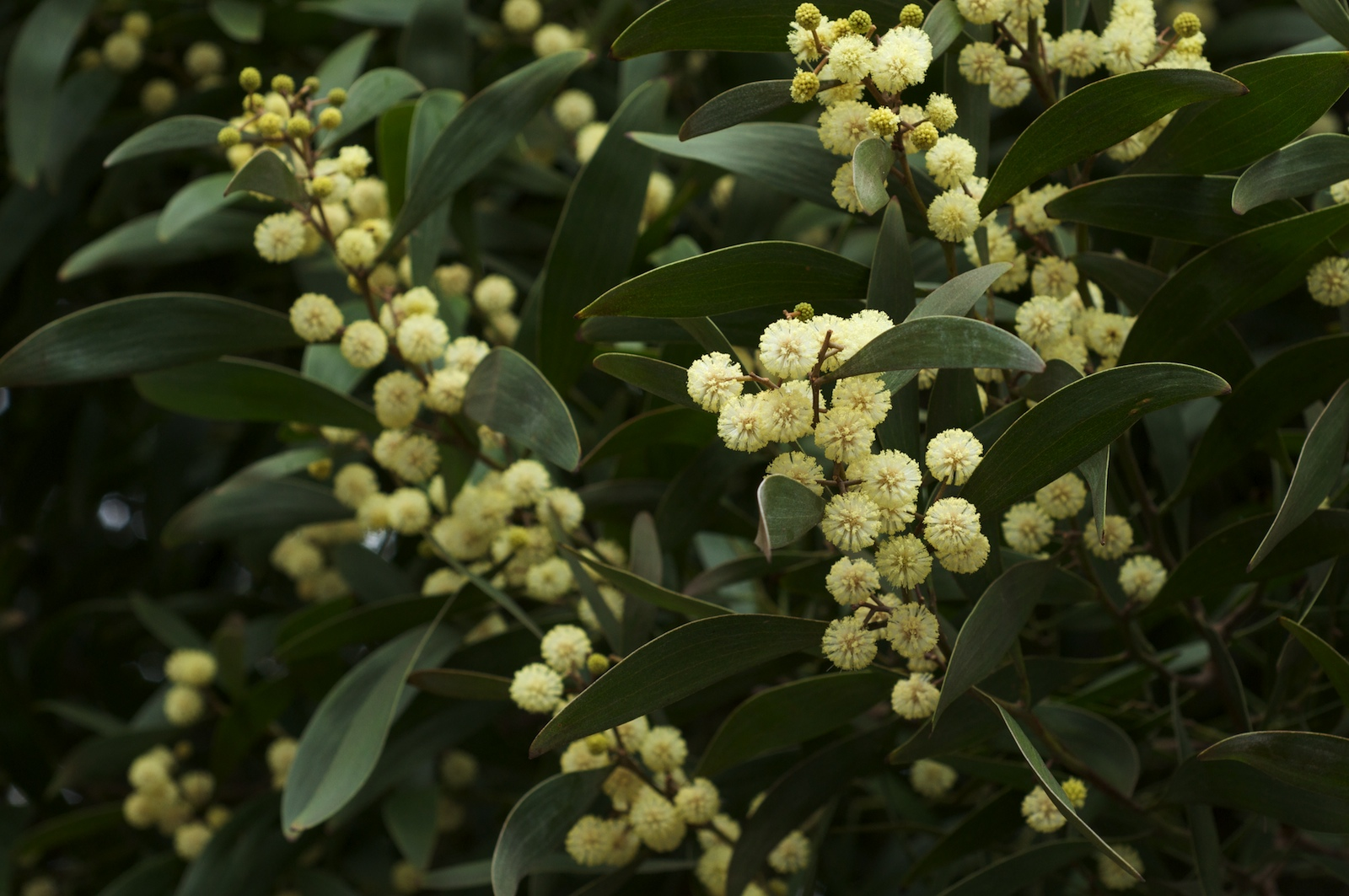
ブラックウッド (Acacia melanoxylon)
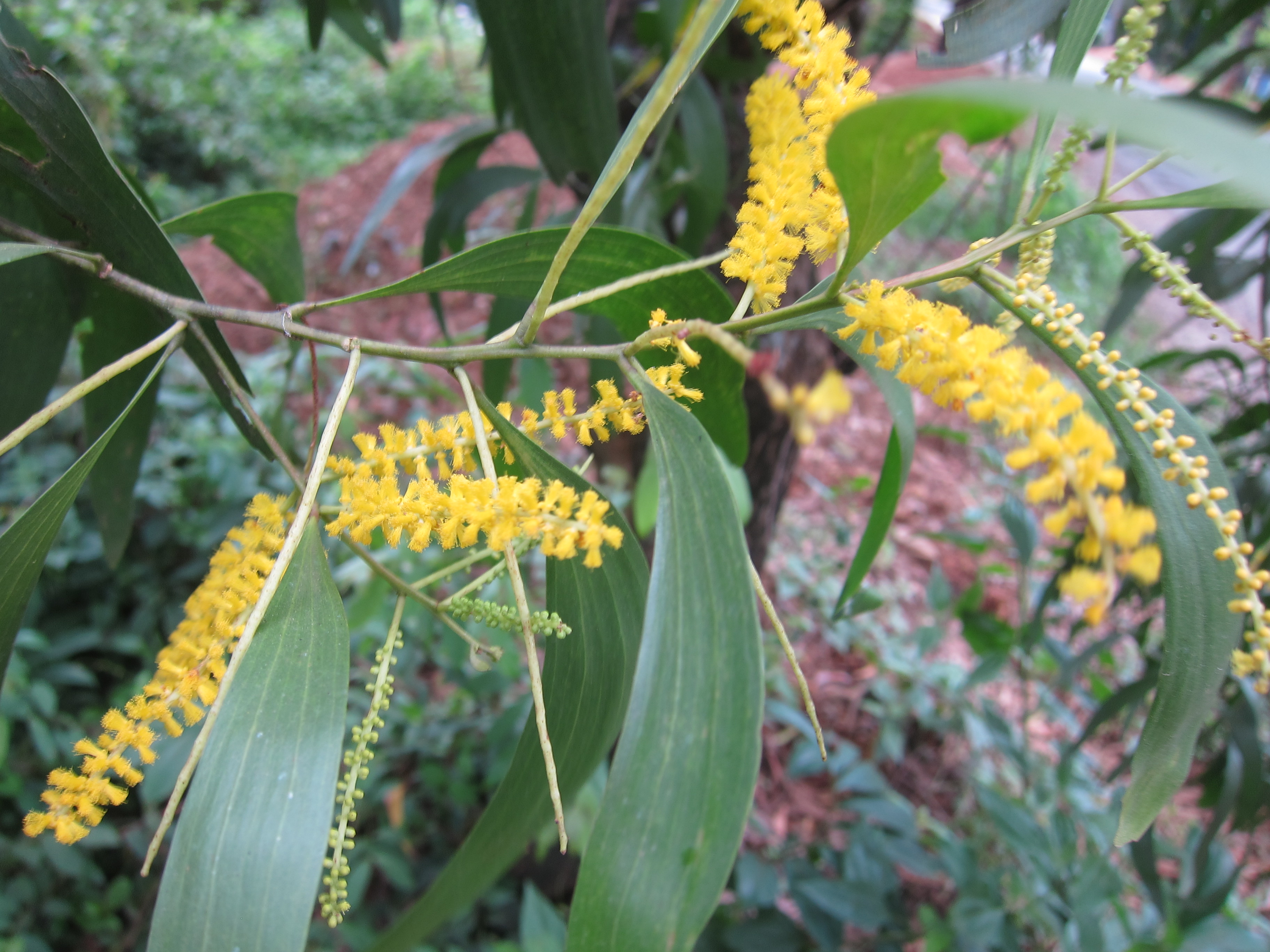
熱帯モリシマアカシア(Acacia auriculiformis)
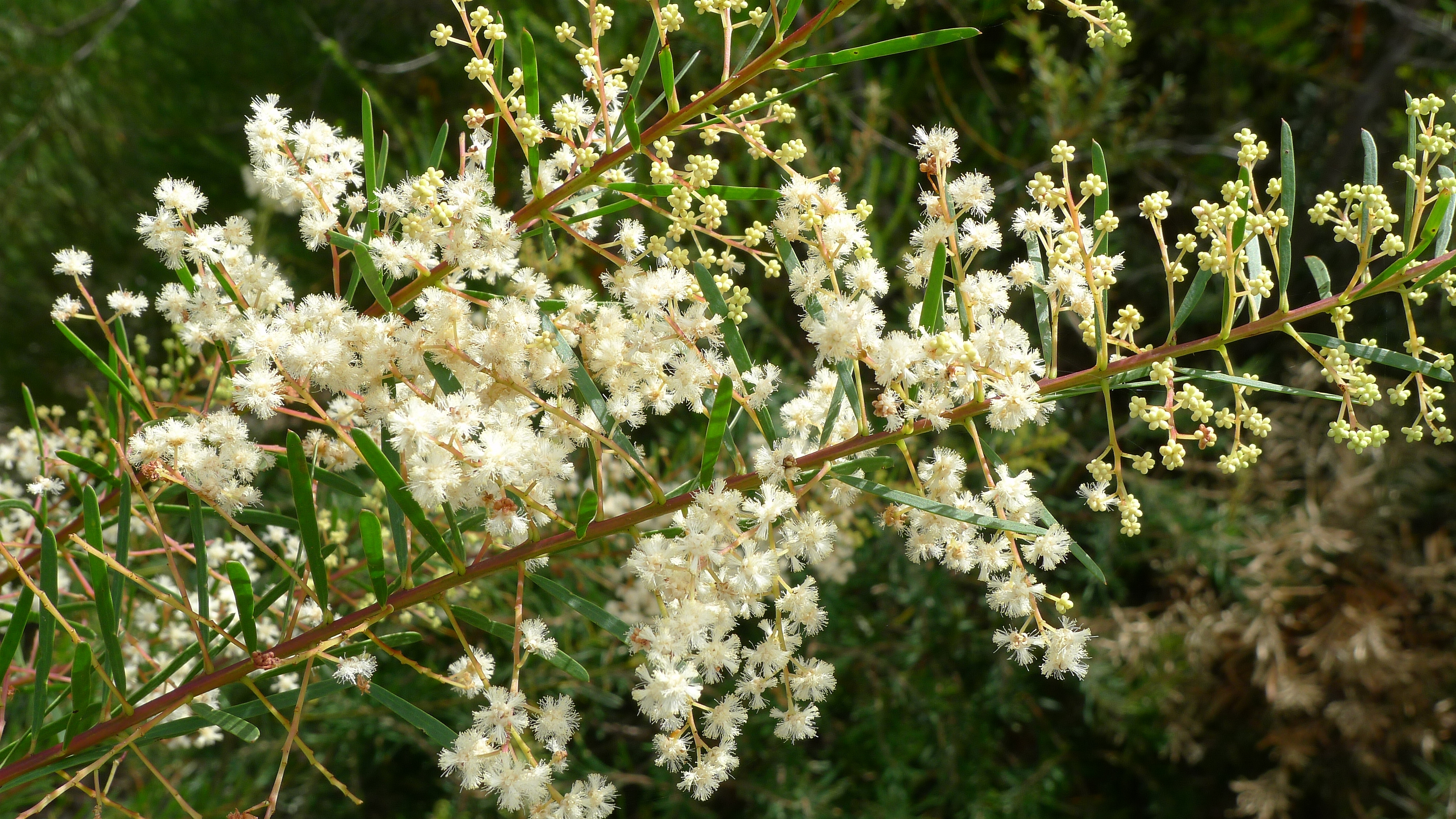
フラックスワトル (Acacia linifolia)
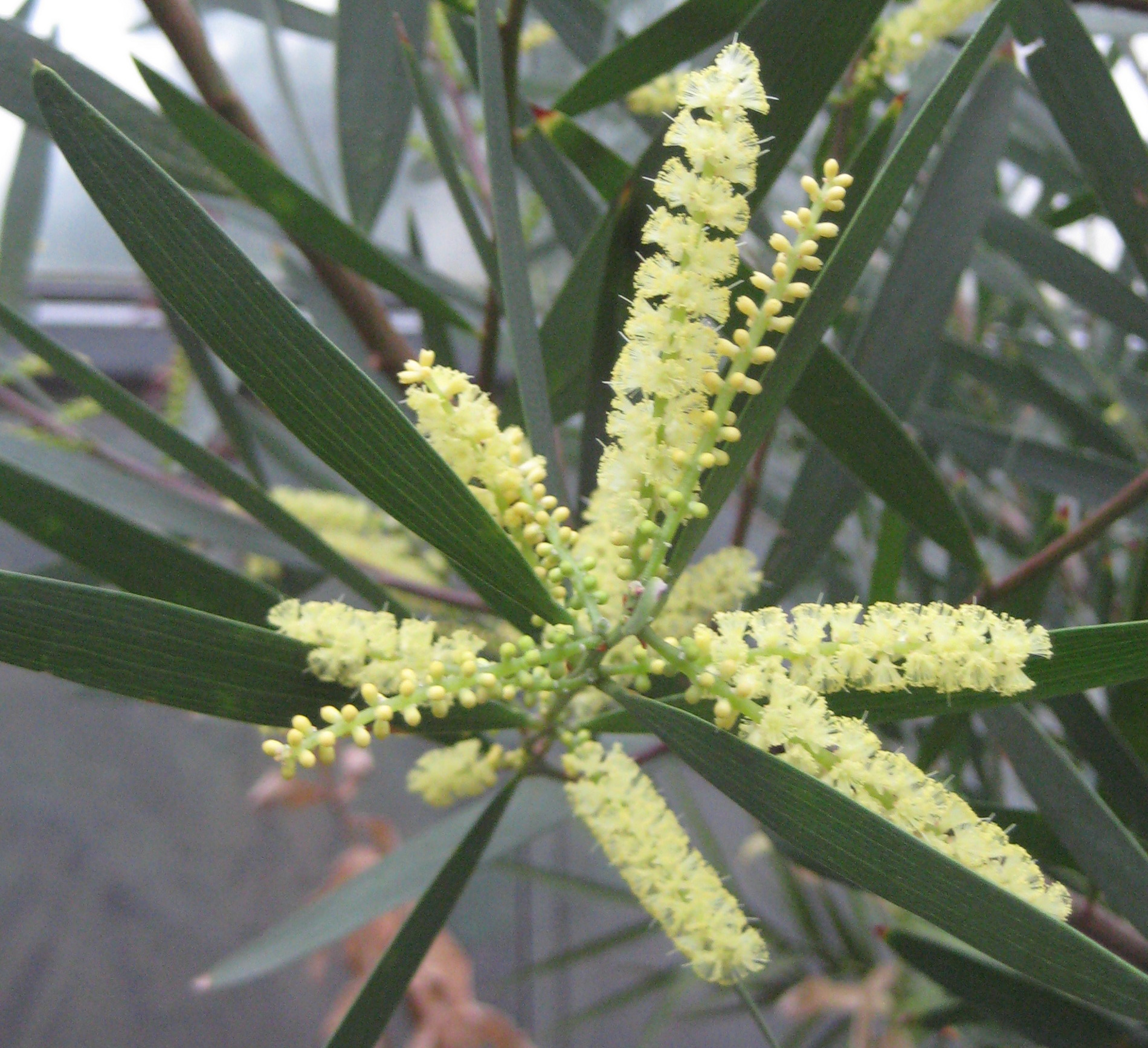
シドニーピクナンサアカシア(Acacia longifolia)
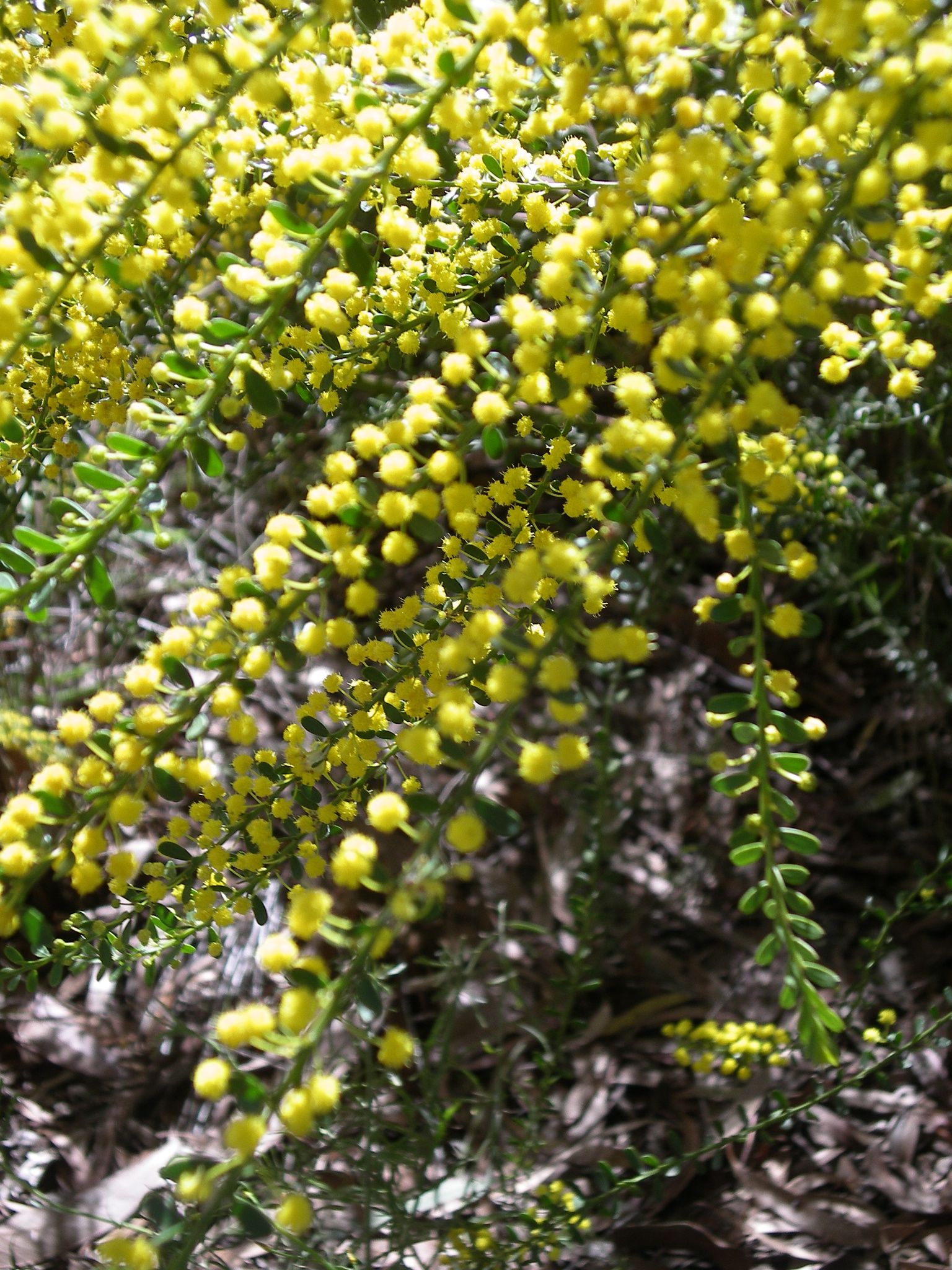
ゴールド・ダスト・ワトル(Acacia acinacea)
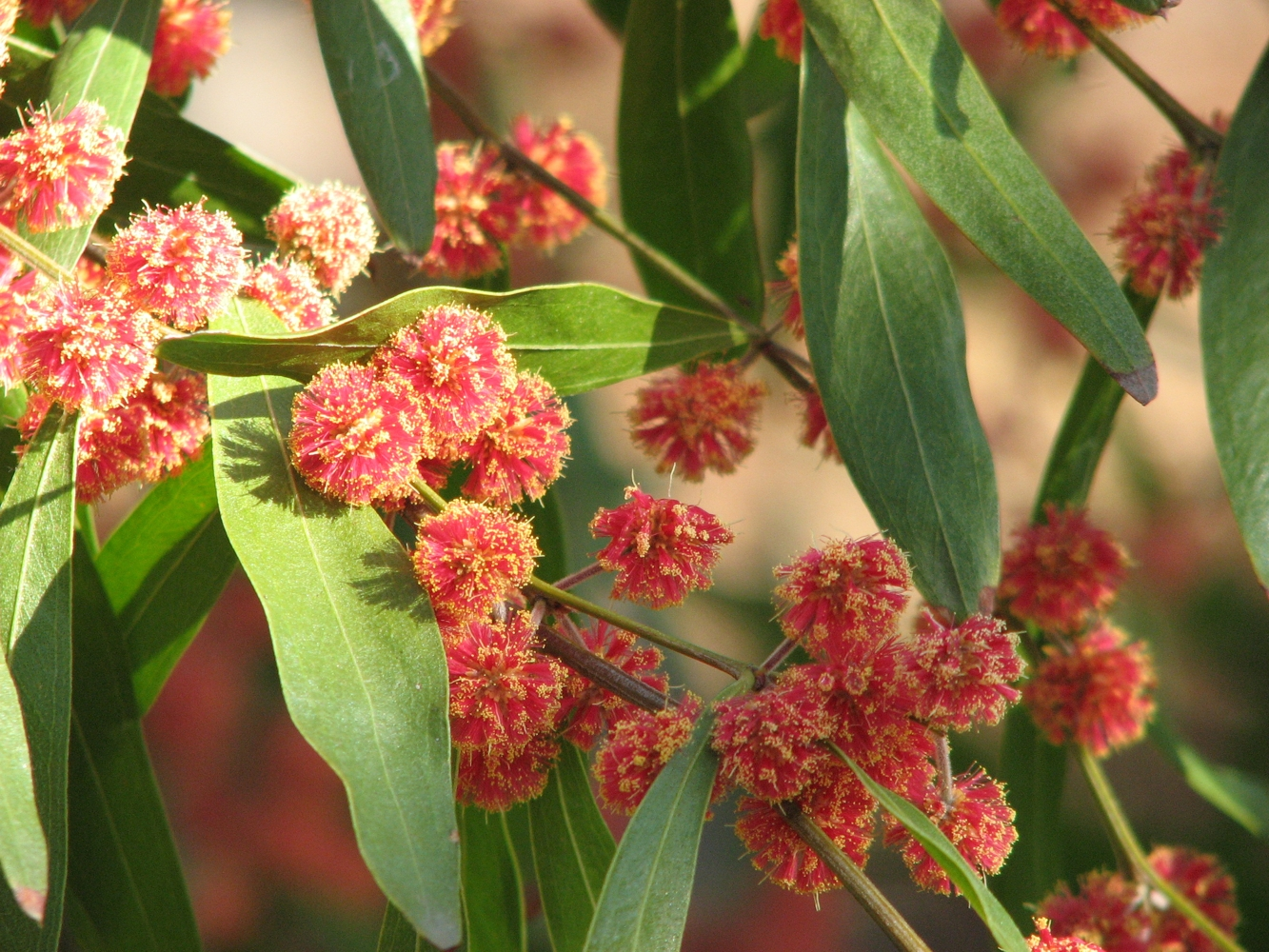
スカーレット・ブレイズ(Acacia leprosa)
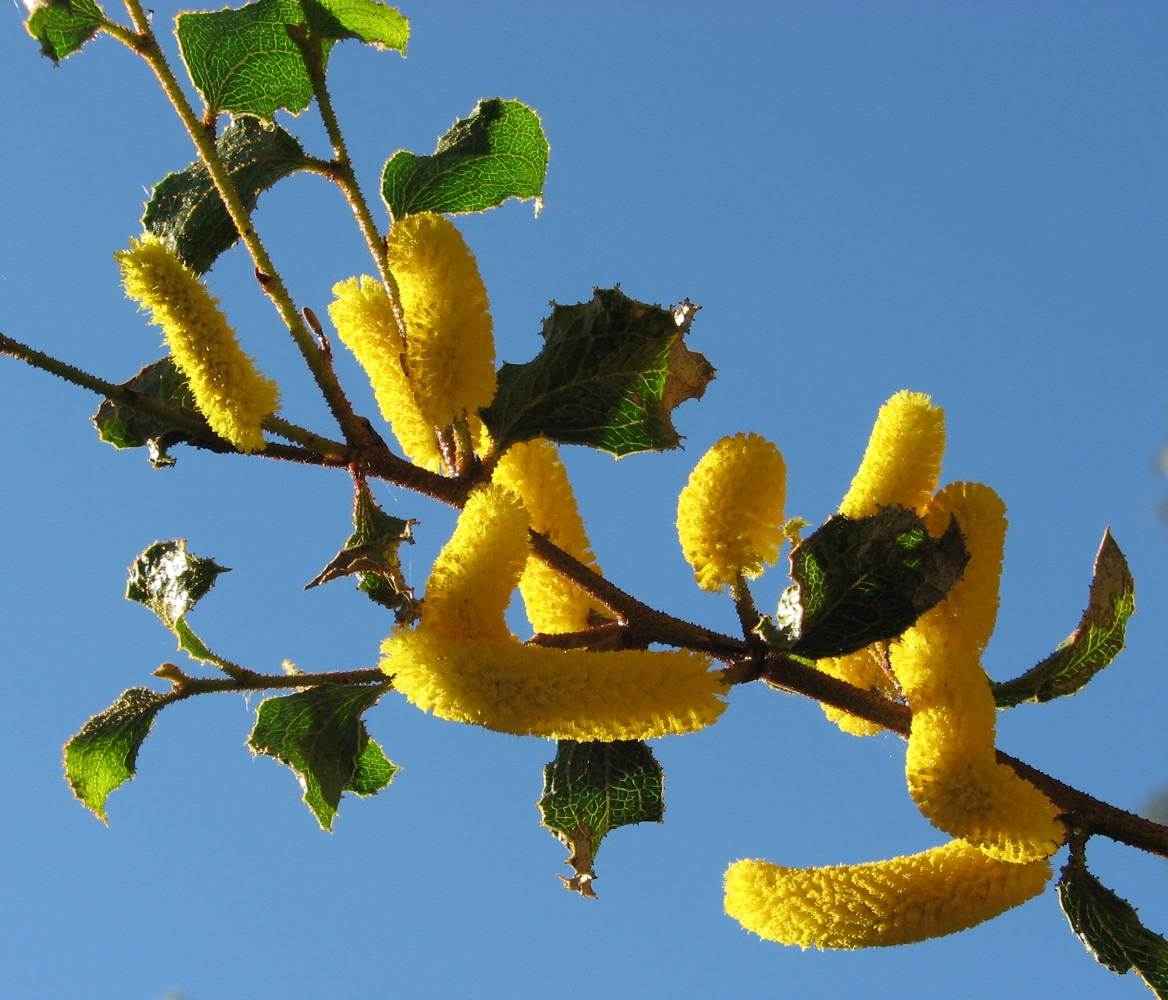
サンドペーパー・ワトル(Acacia denticulosa)
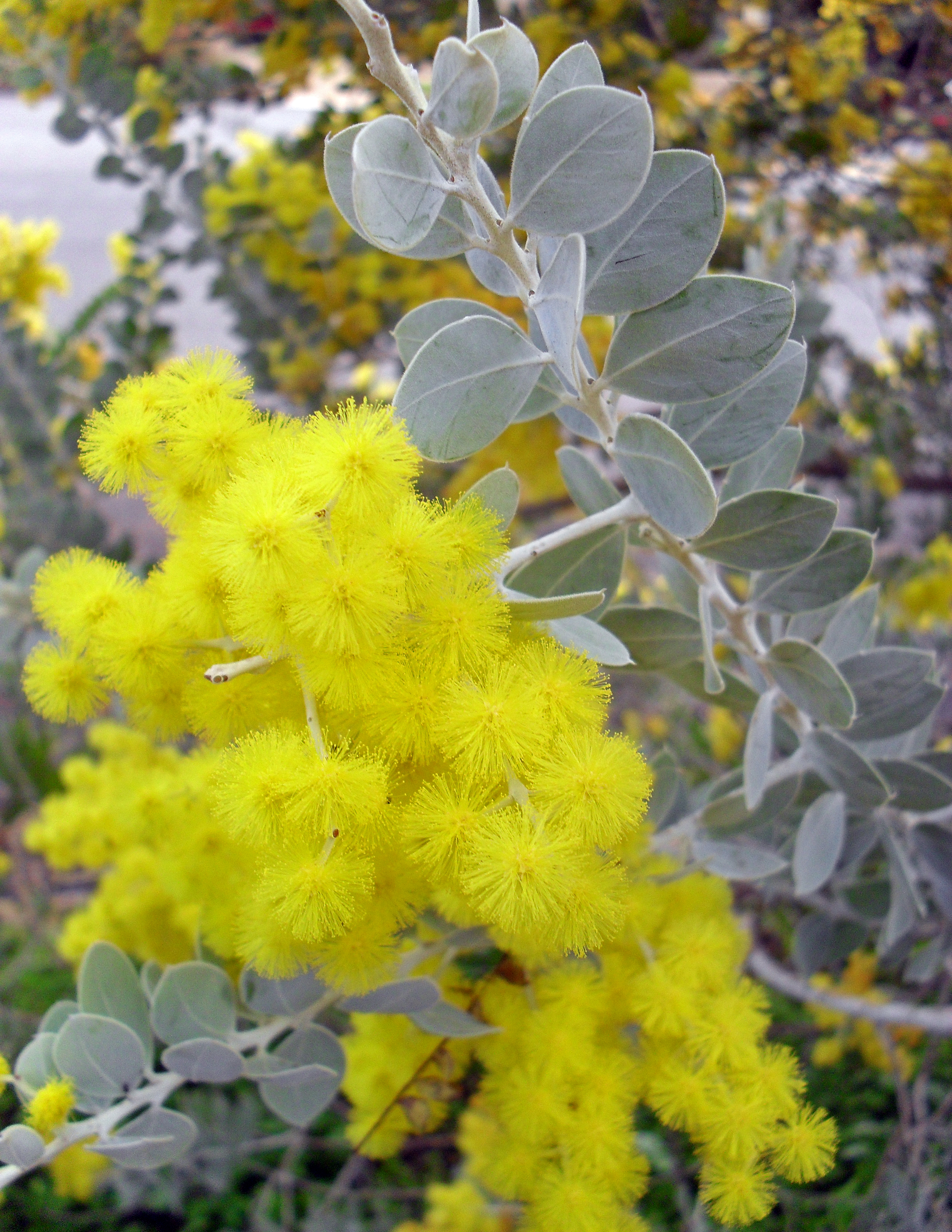
クイーンズランドフサアカシア(Acacia podalyriifolia)
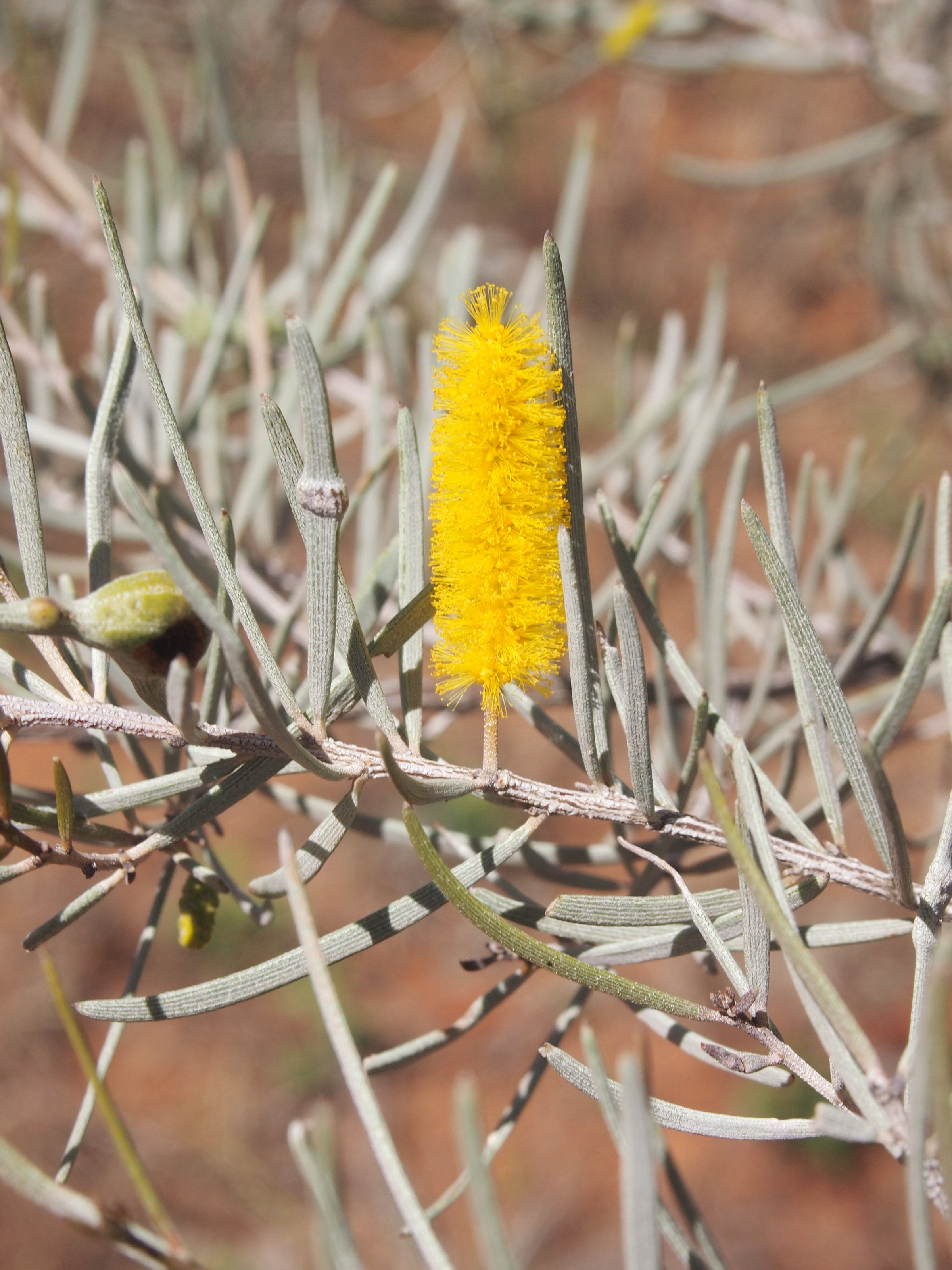
マルガ(Acacia aneura)